# Emma Posman
Emma Posman (geboren 1994) ist eine belgische Opernsängerin des Stimmfachs Koloratursopran.

## Leben und Werk
Emma Posman studierte Gesang bei Hendrickje Van Kerckhove am Königlichen Konservatorium Gent und schloss 2016 mit „großer Auszeichnung“ ab. Außerdem besuchte sie Meisterklassen bei Olaf Bär, Barbara Bonney, Bernarda Fink, Valerie Girard, Edda Moser, Anne Sofie von Otter, Christianne Stotijn, Zeger Vandersteene, Roger Vignoles und Claudia Visca. Gemeinsam mit dem Pianisten Bert De Rycke absolvierte sie ein einjähriges International-Masterclass-Programm für Liedduos, welches vom deutschen Bariton Udo Reinemann ins Leben gerufen wurde. Die Sängerin trat bei mehreren internationalen Gesangs-Wettbewerben an und gewann Preise, unter anderem beim Renata-Tebaldi-Wettbewerb, beim Bell’Arte-Wettbewerb, bei Triomphe de l’art in Brüssel und beim Honda-Wettbewerb für Klassische Musik. Bei Voix Nouvelles (VN), präsentiert von Natalie Dessay, und beim Maria-Caniglia-Wettbewerb war sie Finalistin.
2017 wurde sie an die MM Academy des Théâtre de la Monnaie in Brüssel engagiert, 2018 in das Young Singers Project der Salzburger Festspiele aufgenommen. Sie übernahm dort die Rolle der Königin der Nacht in der Zauberflöte für Kinder. Als am 4. August 2018 die Sängerin dieser Rolle in der Festspielproduktion im Großen Festspielhaus, Albina Shagimuratova, krankheitsbedingt absagen musste, sprang Posman binnen weniger Stunden ein. Laut den Printmedien soll sich zu diesem Zeitpunkt keine andere Sängerin in Salzburg befunden haben, die diese Rolle in ihrem Repertoire hat. Ihr Einspringen wurde von Publikum und Presse mit Begeisterung quittiert, die Kronenzeitung schrieb von einem neuen „Stern am Opernhimmel“. Diese Aufführung wurde live-zeitversetzt von ORF und Arte übertragen, weshalb das Debüt der Einspringerin von mehreren Hunderttausend Menschen mitverfolgt werden konnte.
Posmans Konzertrepertoire reicht von geistlichen Werken Johann Sebastian Bachs und Antonio Vivaldis über Klassik und Romantik bis zu zentralen Werken des 20. Jahrhunderts, beispielsweise von Gabriel Fauré. Im Sektor Lied interpretiert sie Werke von Franz Schubert, Richard Strauss und Arnold Schönberg. Im März 2018 übernahm sie das Sopransolo in Vaughan Williams’ 3. Symphonie mit dem Symfonieorkest Vlaanderen, dem Symphonieorchester Flanderns.